# Phostria oajacalis
Phostria oajacalis is een vlinder uit de familie van de grasmotten (Crambidae). De wetenschappelijke naam van deze soort is voor het eerst gepubliceerd in 1866 door Francis Walker.
De soort komt voor in Mexico (Oaxaca en Morelos).